# 맥도생태공원
맥도생태공원(麥島生態公園, Maekdo Ecological Park)은 대한민국 부산광역시에 있는 공원 및 스포츠 시설이다. 마사토 필드가 갖춰진 경기장이며, 2006년 11월에 준공되었다.

## 참고 문헌
- “맥도생태공원”. 낙동강관리본부.
- “맥도생태공원”. 《부산생활체육포털》. 부산광역시청.
- 〈맥도생태공원〉. 《부산역사문화대전》. 한국학중앙연구원.
- 《2023 전국 공공체육시설 현황 (2022년 12월말 기준)》. 대한민국 문화체육관광부. 2024.